# Olympische Winterspiele 2002/Teilnehmer (Belgien)
| Gelbes Symbol für Goldmedaillen mit stilisierten Olympischen Ringen | Graues Symbol für Silbermedaillen mit stilisierten Olympischen Ringen | Braundes Symbol für Bronzemedaillen mit stilisierten Olympischen Ringen |
| ------------------------------------------------------------------- | --------------------------------------------------------------------- | ----------------------------------------------------------------------- |
| —                                                                   | —                                                                     | —                                                                       |

Belgien nahm an den Olympischen Winterspielen 2002 im US-amerikanischen Salt Lake City mit einer Delegation von sechs Athleten teil. Die Athleten konnten keine Medaille erringen.

## Teilnehmer nach Sportarten

### Eiskunstlauf
- Kevin Van der Perren
12. Platz – 19,5 Pkt.

### Eisschnelllauf
- Bart Veldkamp
5000 m, Herren: 8. Platz – 6:25,88 min; +11,22 s
10.000 m, Herren: 9. Platz – 13:27,48 min; +28,56 s

### Shorttrack
- Wim De Deyne
500 m: 7. Platz
1000 m: 11. Platz
1500 m: disqualifiziert
5000 m Staffel: 7. Platz
- Pieter Gysel
1000 m: 24. Platz
1500 m: 21. Platz
5000 m Staffel: 7. Platz
- Ward Janssens
5000 m Staffel: 7. Platz
- Simon Van Vossel
500 m: 13. Platz
5000 m Staffel: 7. Platz